# Ana María Busquets
Ana María Busquets Nel·lo (Barcelona, España, 1935) es una periodista y columnista española, viuda del periodista y director del Diario El Espectador (periódico), Guillermo Cano Isaza, y Presidente de la Fundación Guillermo Cano Isaza, creada diez años después del asesinato de su esposo, donde trabaja por la defensa y la promoción de la libertad de prensa en el mundo.

## Biografía
Llegó a Colombia a sus cuatro años, luego de que sus padres decidieran salir de España tras la Guerra Civil.
Tras su llegada a Colombia, inició sus estudios en un colegio de monjas donde estuvo por poco tiempo, hasta que ingresó al Colegio Nuevo Gimnasio.
Conoció a Guillermo Cano Isaza en 1950 y contrajeron nupcias en el año 1953, cuando ella era apenas una adolescente de 17 años que acababa de recibir el diploma de bachiller. Tiene cinco hijos: Juan Guillermo, Fernando, Ana María, María José y Camilo Cano Busquets. 
Es amante de la música colombiana, principalmente de los bambucos y de los pasillos, de la literatura, la ópera, el tenis y una gran aficionada al fútbol.
En el año 2014 contradijo al expresidente Álvaro Uribe, quien aseguró durante un debate con Iván Cepeda, haber sido muy amigo de su esposo fallecido, Guillermo Cano.

## Su actividad periodística
Gran parte de su vida ha estado dedicada al periodismo. Estuvo vinculada al Diario El Espectador donde escribía sobre temas de juventud y donde se desempeñó como columnista en las páginas editoriales durante 12 años. A su vez, también escribió en el diario El Vespertino.
Durante diecinueve años ha liderado la defensa de la libertad y promoción de la libertad de prensa, desde la Fundación que lleva el nombre de su esposo, el asesinado director del Diario El Espectador.
Ha participado en diferentes ceremonias de entrega del Premio Mundial de la Libertad de Prensa Unesco - Guillermo Cano.